# Лаврентий Римски
Св. Лаврентий Римски (на латински: Laurentius – увенчан с лаври; 31 декември 225 – 10 август 258) – е един от седемте дякони в Древен Рим, убити по време на гоненията устроени от римския император Валериан.
Почитан, като светец в Католическата, така и в Православната църква, на 10 август.

## Житие
Съгласно традиционното му житие, Лаврентий произхожда от град Оска (днес Уеска) в Тараконска Испания и е ученик на архидякон Сикст. Когато Сикст става папа през 257 г., Лаврентий е ръкоположен за дякон. Като такъв, той отговаря за надзора над имуществото на църквата и за грижата за бедните.
По време на гоненията на Валериан през 258 г., много свещеници и епископи са убити, а християните - сенатори и членове на знатни фамилии - лишени от имущество и изгонени от Рим. Сикст II е сред първите жертви на тези преследвания – обезглавен е на 6 август същата година - а Лаврентий е хвърлен в тъмница. Там, според легендата, извършва много чудеса, цери болни и покръства затворници и въобще мнозина. На 7 август 258 г., римският префект изисква от него да даде на империята съкровищата на църквата, давайки му за това 3-дневен срок. Лаврентий се възползва от това, за да раздаде повечето от поверените му ценности на мизеруващите жители на околността. На третия ден, той води при сановника тълпа от просяци, сакати, слепи и болни и му заявява: „Това са истинските съкровища на Църквата“. Префектът му отмъщава за това (според житието - но вероятно и с надеждата изгубените съкровища все пак да се окажат още на негово разположение), като подлага светеца на жестоки изтезания, а накрая накарва да го изпекат жив върху желязна решетка - на същия 10 август 258 г.

## Памет
Тъй като португалският мореплавател Диого Диаш (брат на Бартоломеу Диаш – откривателя на нос Добра Надежда) открива днешния остров Мадагаскар на 10 август 1500 г., в деня на светеца, той го кръщава остров Свети Лаврентий. Няколко места в Северна Америка също са наречени на него.
На Свети Лаврентий е наречена улица в кварталите „Смърдана“ и „Друмо“ в София (Карта).